# Marikovszky Márton
Nagy-toronyai Marikovszky Márton (Rozsnyó, 1728. október 17. – Pest, 1772. december) orvosdoktor, megyei főorvos.

## Életpályája
Atyja Marikovszky Márton zemplén megyei származású volt, anyja Sztruhár Anna. A gimnáziumi és bölcseleti tanulmányokat különféle helyeken végezte, azután Szászországban, különösen Wittenbergben a matézis és orvosi tanulmányokban képezte ki magát; később Halléba és Erlangenbe ment át. 1756-ban orvosi címet és rangot nyert. Ezután bejárta Hollandiát, Belgiumot, Angol-, Francia- és Németország tudományos intézeteit. 1757-ben tért vissza hazájába s 1758-ban az evangélikus vallásról a római katolikus vallásra tért át és ugyanazon évben Pozsonyban az irgalmas rendűeknél nyert orvosi alkalmazást. Innét Vácra ment és Forgách Pál püspök udvari orvosa lett; ennek halála után Zemplén megye s 1768-ban Szerém megye nevezte ki rendes orvosává. 1769-ben saját kérelmére Szatmár megyébe helyezték át. Szatmárból egészségének helyreállítása végett Pestre ment, ahol 1772 végén aszkórságban meghalt.
A vichnyei fürdő ásványvizéről írt értekezése megjelent Cranz munkájában: Gesundbrunnen der österr. Monarchie. Wien, 1777.

## Művei
- De discussione el medicamentis discutientibus in genere, dissertatio inaug. medica ... Erlangae, 1755.
- Ephemerides Syrmienses, seu observationes physico-medicae constitutionum anniversariarum I. comitatus Syrmiensis, vicinarumque partium ... ab ineunte vere an. 1763. methodo Hippocratico-Sydenhamiana practica, huicque superstructa theoretica demonstrativa concinnatae partes duae. Vindobonae, 1767.
- A néphez való tudosítás, miképen kelljen a maga egészségére vigyázni. Mostan hazánk állapotjához alkalmaztatva Tissot M. P. után magyar nyelvre fordíttatott. Nagy-Károly, 1772.